# Arjun Gupta
Arjun Gupta, född ca 1988 i Tampa, Florida, är en amerikansk skådespelare och podcastproducent. Han har haft återkommande roller i serier som Nurse Jackie och How To Get Away with Murder. 2012 nominerades han till en Screen Actors Guild Awards. Gupta spelar sedan 2015 i Syfy:s magidrama The Magicians. Han driver även podcasten American Desis med komikern Akaash Singh.

## Filmografi

### Film
| År   | Titel                 | Roll          | Övrigt   |
| ---- | --------------------- | ------------- | -------- |
| 2008 | Redemption Falls      | Tom           | TV-film  |
| 2009 | Motherhood            | Mikesh        |          |
| 2009 | DeSiCiTi              | Manbir        | TV-film  |
| 2012 | Love, Lies and Seeta  | Rahul Mehra   |          |
| 2012 | Stand Up Guys         | DJ            |          |
| 2012 | The Female Orgasm Law | Arjun         | Kortfilm |
| 2013 | Company Town          | Jack          | TV-film  |
| 2013 | HairBrained           | Princeton One |          |
| 2013 | Baby Sellers          | Dilip         | TV-film  |
| 2014 | Bridge and Tunnel     | Terry         |          |
| 2014 | Bedbug                | Amal          | Kortfilm |
| 2014 | Gretch & Tim          | Mike          | TV-film  |
| 2015 | The Diabolical        | Nikolai       |          |
| 2015 | French Dirty          | Steve         |          |
| 2016 | Open House on Beverly | Raj           | Kortfilm |

### TV
| År          | Titel                          | Roll                    | Övrigt     |
| ----------- | ------------------------------ | ----------------------- | ---------- |
| 2009        | Fringe                         | MIT Guy #1              | 1 avsnitt  |
| 2012        | Body of Proof Webisodes        | Raj Patel / Raj Petal   | 5 avsnitt  |
| 2012        | Checked Out                    | Rajit                   | 3 avsnitt  |
| 2009 - 2012 | Nurse Jackie                   | Sam                     | 35 avsnitt |
| 2014        | Next Time on Lonny             | Scott                   | 1 avsnitt  |
| 2014        | CSI: Crime Scene Investigation | Captain Jack Ferris     | 1 avsnitt  |
| 2014 - 2015 | How to Get Away with Murder    | Kan                     | 5 avsnitt  |
| 2015        | The Walker                     | Michael                 | 3 avsnitt  |
| 2015        | Limitless                      | Eli Whitford            | 1 avsnitt  |
| 2016        | Powerhouse                     | Ravi                    | 1 avsnitt  |
| 2015 - 2016 | The Magicians                  | William 'Penny' Adiyodi | 13 avsnitt |